# نوآ اشنپ
نوآ کمرون اِشنَپ (به انگلیسی: Noah Cameron Schnapp؛ زادهٔ ۳ اکتبر ۲۰۰۴)، بازیگر و صداپیشه آمریکایی است. اشنپ بیشتر به خاطر بازی در نقش ویل بایرز در سریال تحسین شده چیزهای عجیب از شبکه نت‌فلیکس شناخته می‌شود. اشنپ همچنین در فیلم بادام زمینی در نقش چارلی براون صداپیشگی کرده‌است. از دیگر فیلم‌های اشنپ می‌توان به فیلم پل جاسوس‌ها اثر استیون اسپیلبرگ اشاره کرد. اشنپ در این فیلم در نقش راجر، پسر جیمز داناوان با هنرنمایی تام هنکس ایفای نقش کرده‌است.
در سال ۲۰۱۷، نوآ در فصل دوم سریال چیزهای عجیب، دوباره در نقش ویل بایرز ظاهر شد که این سریال از اواخر اکتبر از طریق نتفلیکس در دسترس مردم قرار گرفت. او در فصل سوم و چهارم ، دوباره نقش خود را ایفا کرد.

## زندگی شخصی
نوا اشنپ در تاریخ ۳ اکتبر ۲۰۰۴، در اسکارس‌دیل، نیویورک به دنیا آمد. با اینکه او متولد آمریکا است اما خانواده اش اهل استان کبک واقع در مونترآل کانادا می‌باشند. نوا یک خواهر دوقلو به نام کلویی دارد و مثل اعضای خانواده اش یک یهودی است. نوآ با همبازی خود در سریال چیزهای عجیب یعنی میلی بابی براون دوستان بسیار صمیمی هستند. او در ژانویه ۲۰۲۳ با انتشار  ویدیوی در تیک تاک خود تایید کرد که همجنسگرا  است.

## فیلم‌شناسی

### سینما
| سال  | فیلم                     | نقش                   |
| ---- | ------------------------ | --------------------- |
| ۲۰۱۵ | پل جاسوس‌ها               | راجر داناوان          |
| ۲۰۱۵ | بادام زمینی‌ها            | چارلی براون (صداپیشه) |
| ۲۰۱۶ | پرندگان خشمگین           | (صداپیشه)             |
| ۲۰۱۸ | ما فقط خیلی زیاد می‌دانیم | اوتیس کوپلند          |
| ۲۰۱۸ | افسانه هالوویان          | کای (صداپیشه)         |
| ۲۰۱۹ | ایب                      | ایب                   |
| ۲۰۲۰ | در انتظار انیا           | جو                    |
| ۲۰۲۰ | هالووین هیوبی            | تومی                  |

### تلویزیون
| سال         | عنوان       | نقش       | یادداشت  |
| ----------- | ----------- | --------- | -------- |
| ۲۰۱۶–تاکنون | چیزهای عجیب | ویل بایرز | نقش اصلی |